# Музыка, Владимир Васильевич
Владимир Васильевич Музыка (6 января 1935 года, пос. Гедике, Вяземский район, Хабаровский край, РСФСР, СССР — 18 августа 2013 года, Хабаровск, Россия) — советский летчик, командир авиационного звена 2 Хабаровского объединённого авиационного отряда Дальневосточного управления гражданской авиации Министерства гражданской авиации СССР, Герой Социалистического Труда (1983).

## Биография
Родился 6 января 1935 года на станции Гедике (село Роскошь) Вяземского района Хабаровского края в семье железнодорожника.
В 1953 году окончил среднюю школу № 39 на станции Красная Речка (город Хабаровск) и поступил в Бугурусланское летное училище Гражданского воздушного флота.
После окончания училища был направлен во 2-й Хабаровский объединённый авиационный отряд Дальневосточного управления гражданской авиации, где с 25 октября 1955 года стал пилотом самолёта По-2.
Малая авиация пополнялся новыми самолётами: Як-12, Ан-2 и принципиально новыми летательным аппаратами — вертолётами, пилотов которых не хватало, и Владимир Васильевич с характеристикой: «Штурманская подготовка и техника пилотирования хорошая, материальную часть самолёта Як-12 с мотором АИ-14 знает в совершенстве. Волевой, энергичный пилот» в 1959 году был направлен на курсы командиров вертолётов Ми-4. С 25 ноября 1959 года — командир вертолёта Ми-4 Хабаровского авиаотряда.
С 1965 по 1974 годы — летал пилотом-инструктором, «ставя на крыло» молодых вертолётчиков.
В дальнейшем был выдвинут заместителем командира летного коллектива, но позднее была удовлетворена его личная просьба о понижении в должности и с 12 ноября 1976 года он стал командиром звена вертолётов Ми-8.
Работал во многих регионах на Дальнем Востоке, порой в экстремальных условиях: на Камчатке с геофизиками на съемке, и с геологами на разведке новых месторождений полезных ископаемых в труднодоступных местах, и на лесных пожарах, где ему первому в Дальневосточном управлении гражданской авиации довелось осваивать водосливное устройство, и на БАМе, где он работал с изыскателями задолго до высадки туда первых десантов строителей, и на ударных стройках ЛЭП-220 Хабаровск — Комсомольск, ЛЭП-500 Зейская ГЭС — Хабаровск. В 1980 году перед пуском в работу новой Хабаровской ТЭЦ-3 выполнил со своим экипажем на Ми-8 сложнейшую операцию по демонтажу с построенной двухсотметровой дымовой трубы громоздкой металлической опалубки.
Указом Президиума Верховного Совета СССР от 4 февраля 1983 года за выдающиеся производственные достижения, досрочное выполнение пятилетнего плана, освоение и внедрение новой авиационной техники и проявленную при этом трудовую доблесть Музыке Владимиру Васильевичу присвоено звание Героя Социалистического Труда с вручением ордена Ленина и золотой медали «Серп и Молот».
Жил в Хабаровске.
Владимир Васильевич Музыка умер 18 августа 2013 года.

## Награды
- Герой Социалистического Труда (1983)
- Орден Ленина (1971, 1983)
- медали